# دي إف-زد إف
دي إف-زد إف هي مركبة انزلاقية تفوق سرعتها سرعة الصوت صينية دخلت الخدمة رسمياً في 1 أكتوبر 2019 في الذكرى السبعين لتأسيس جمهورية الصين الشعبية. صُمِّمَ الدي إف زد إف ليُثَبَّت على دي إف-17، وهو نوع من الصواريخ الباليستية المصممة خصيصًا لحمل مركبة انزلاق فوق الصوت.